# Episodi di Degrassi: The Next Generation (seconda stagione)
| nº | Titolo originale          | Titolo italiano             | Prima TV Canada   | Prima TV Italia |
| -- | ------------------------- | --------------------------- | ----------------- | --------------- |
| 1  | When Doves Cry (1)        | Anno nuovo, vita nuova      | 29 settembre 2002 | 3 luglio 2006   |
| 2  | When Doves Cry (2)        | Una famiglia difficile      | 29 settembre 2002 | 4 luglio 2006   |
| 3  | Girls Just Wanna Have Fun | Il fidanzato di mamma       | 6 ottobre 2002    | 5 luglio 2006   |
| 4  | Karma Chameleon           | Amore e amicizia            | 13 ottobre 2002   | 6 luglio 2006   |
| 5  | Weird Science             | La cocca del professore     | 20 ottobre 2002   | 7 luglio 2006   |
| 6  | Drive                     | Il piercing                 | 27 ottobre 2002   | 10 luglio 2006  |
| 7  | Shout (1)                 | Violenza                    | 3 novembre 2002   | 11 luglio 2006  |
| 8  | Shout (2)                 | Una canzone per dimenticare | 10 novembre 2002  | 12 luglio 2006  |
| 9  | Mirror in the Bathroom    | Una modella extra large     | 17 novembre 2002  | 13 luglio 2006  |
| 10 | Take My Breath Away       | Festa anni 80               | 24 novembre 2002  | 14 luglio 2006  |
| 11 | Don't Believe the Hype    | Uguali o diversi?           | 1º dicembre 2002  | 17 luglio 2006  |
| 12 | White Wedding (1)         | Nozze difficili             | 5 gennaio 2003    | 18 luglio 2006  |
| 13 | White Wedding (2)         | Addio al celibato           | 5 gennaio 2003    | 19 luglio 2006  |
| 14 | Careless Whisper          | Dubbi e tormenti            | 3 gennaio 2003    | 20 luglio 2006  |
| 15 | Hot for Teacher           | Un amore impossibile        | 10 gennaio 2003   | 21 luglio 2006  |
| 16 | Message in a Bottle       | Ritorno di fiamma           | 17 gennaio 2003   | 24 luglio 2006  |
| 17 | Relax                     | La commedia                 | 26 gennaio 2003   | 25 luglio 2006  |
| 18 | Dressed in Black          | Una goffa chiromante        | 19 gennaio 2003   | 26 luglio 2006  |
| 19 | Fight for Your Right      | OGM? No, grazie!            | 2 febbraio 2003   | 27 luglio 2006  |
| 20 | How Soon Is Now?          | La denuncia                 | 9 febbraio 2003   | 28 luglio 2006  |
| 21 | Tears Are Not Enough (1)  | Ricordi dolorosi            | 16 febbraio 2003  | 31 luglio 2006  |
| 22 | Tears Are Not Enough (2)  | Un amaro fine anno          | 23 febbraio 2003  | 1 agosto 2006   |